# 대역전재판 2 -나루호도 류노스케의 각오-
《대역전재판 2 -나루호도 류노스케의 각오-》(大逆転裁判 2 -成歩堂龍ノ介の覺悟- 다이갸쿠텐사이반 2-나루호도류노스케노카쿠고-[*])은 캡콤에서 제작하고 발매한 추리 어드벤처 게임으로, 2015년 게임 《대역전재판 -나루호도 류노스케의 모험-》의 속편으로, 2017년 닌텐도 3DS 대응으로 발매하였다. 《역전재판 시리즈》의 스핀오프 중 하나로, 나루호도 류이치의 조상 나루호도 류노스케를 주인공으로 하고 있다.

## 에피소드 목록
- 제1화 : 변호 소녀의 각성과 모험
- 제2화 : 혼란스러운 마음의 회상
- 제3화 : 미래 과학과 망령의 귀환
- 제4화 : 뒤틀린 남자와 마지막 인사
- 제5화 : 나루호도 류노스케의 각오